# Recklinghausen (huyện)
Recklinghausen (/ʁɛklɪŋˈhaʊzən/) là một huyện (Kreis) ở trung bộ Nordrhein-Westfalen, Đức. Các huyện giáp ranh là Borken, Coesfeld, Unna,
district-free cities Dortmund, Bochum, Herne, Essen, Gelsenkirchen và Bottrop, và huyện Wesel.

## Lịch sử
Huyện được thành lập năm 1816, sau nhiều thay đổi thì có địa giới như ngày nay. Lần tổ chức lại cuối cùng là giai đoạn 1975-1976.

## Địa lý
Huyện Recklinghausen tọa lạc ở cuối phía bắc khu vực Ruhr nơi nó thay đổi từ vùng đô thị sang Münsterland nông thôn. Sông chính chảy qua huyện này là sông Lippe.

## Thành phố
| 1. Castrop-Rauxel 2. Datteln 3. Dorsten 4. Gladbeck | 1. Haltern 2. Herten 3. Marl 4. Oer-Erkenschwick | 1. Recklinghausen 2. Waltrop |